# Ford Ranger
De Ford Ranger is een naam die door de jaren heen op verschillende types pick-ups is gebruikt door de Ford Motor Company. Van origine werd de naam gebruikt voor een versie van de F-serie en stond tussen 1965 tot 1981 uitsluitend voor een stylingpakket. Vanaf modeljaar 1983 werd de naam Ranger gebruikt voor een nieuwe compacte pick-up uitsluitend bedoeld voor de Noord-Amerikaanse markt. In 1998 werd hier een internationale variant aan toegevoegd. Ford besloot in 2011 om de twee modellijnen beide te beëindigen en te vervangen door de nieuwe Ranger T6.

## Noord-Amerika (1983-2012)
Ford introduceerde de Noord-Amerikaanse versie van de Ranger in 1982 als modeljaar 1983 en beëindigde de productie in december 2011. Vanaf 1995 werd het model voor het eerst ook buiten de Verenigde Staten en Canada verkocht met een marktintroductie in enkele Zuid-Amerikaanse landen. Dankzij het verkoopsucces rolde de Ranger vanaf dat moment ook in de Argentijnse Ford-fabriek van de band. Tijdens de 29 productiejaren werd de Ranger meerdere keren van updates voorzien. De grootste veranderingen waren een facelift in 1989, een tweede generatie in 1993 en wederom een facelift in 1998. Tot aan het einde van de productie werden er vervolgens meerdere cosmetische verbeteringen doorgevoerd op het model, onderhuids zou er echter weinig meer veranderen.

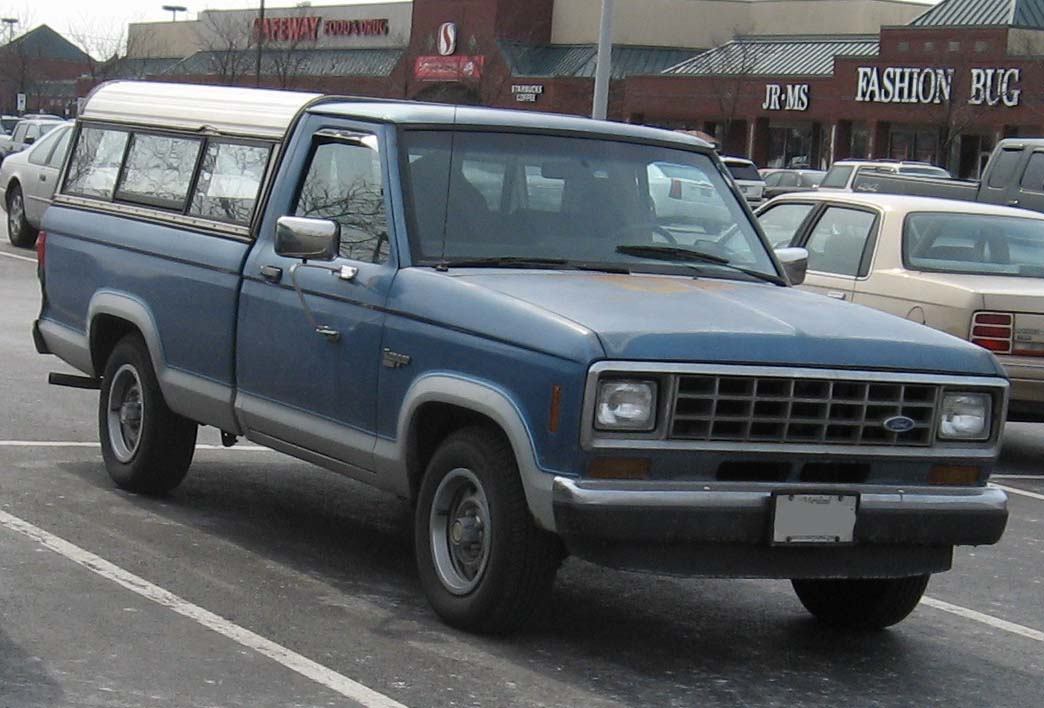
1983–1988
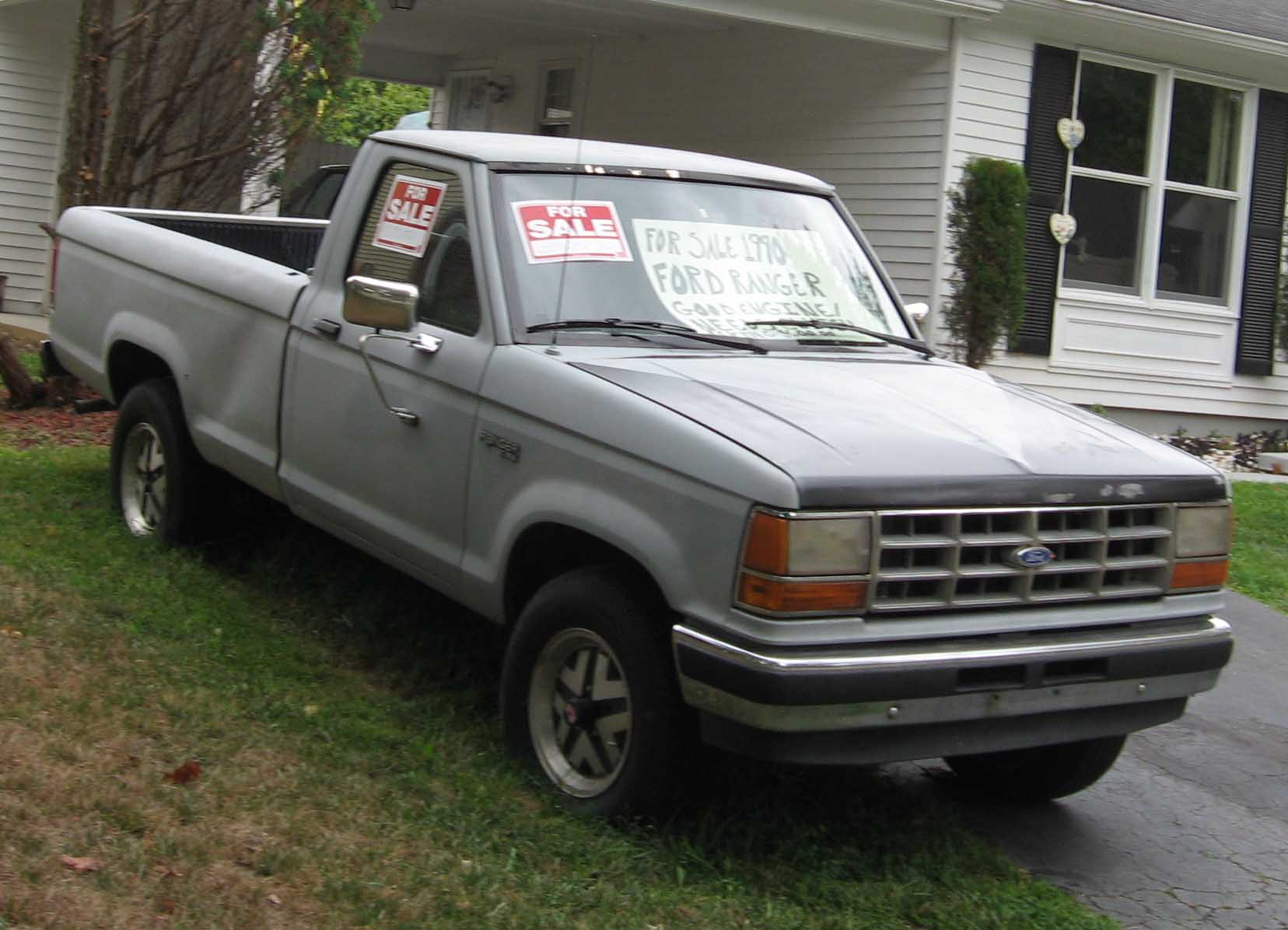
1989–1992
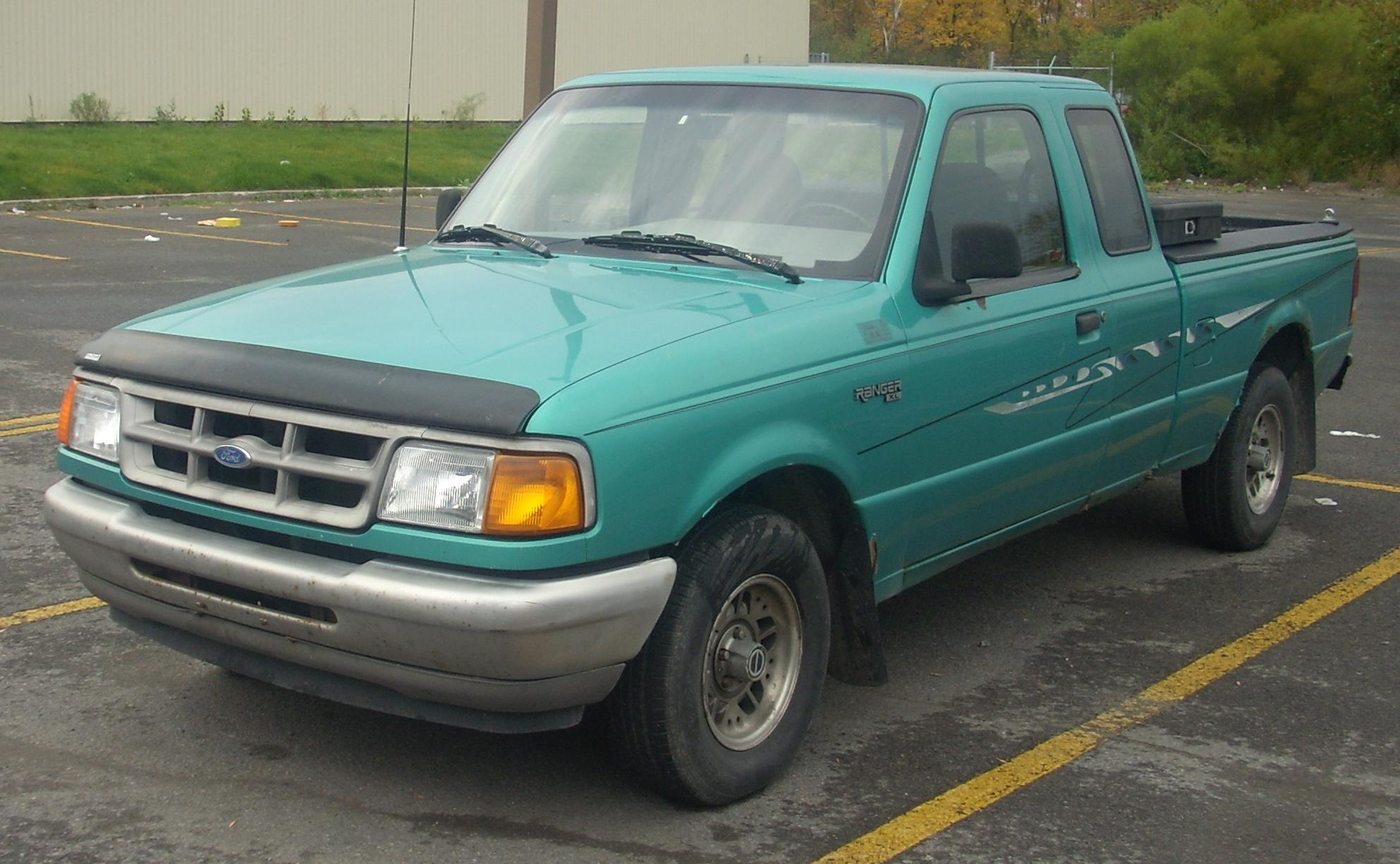
1993–1997
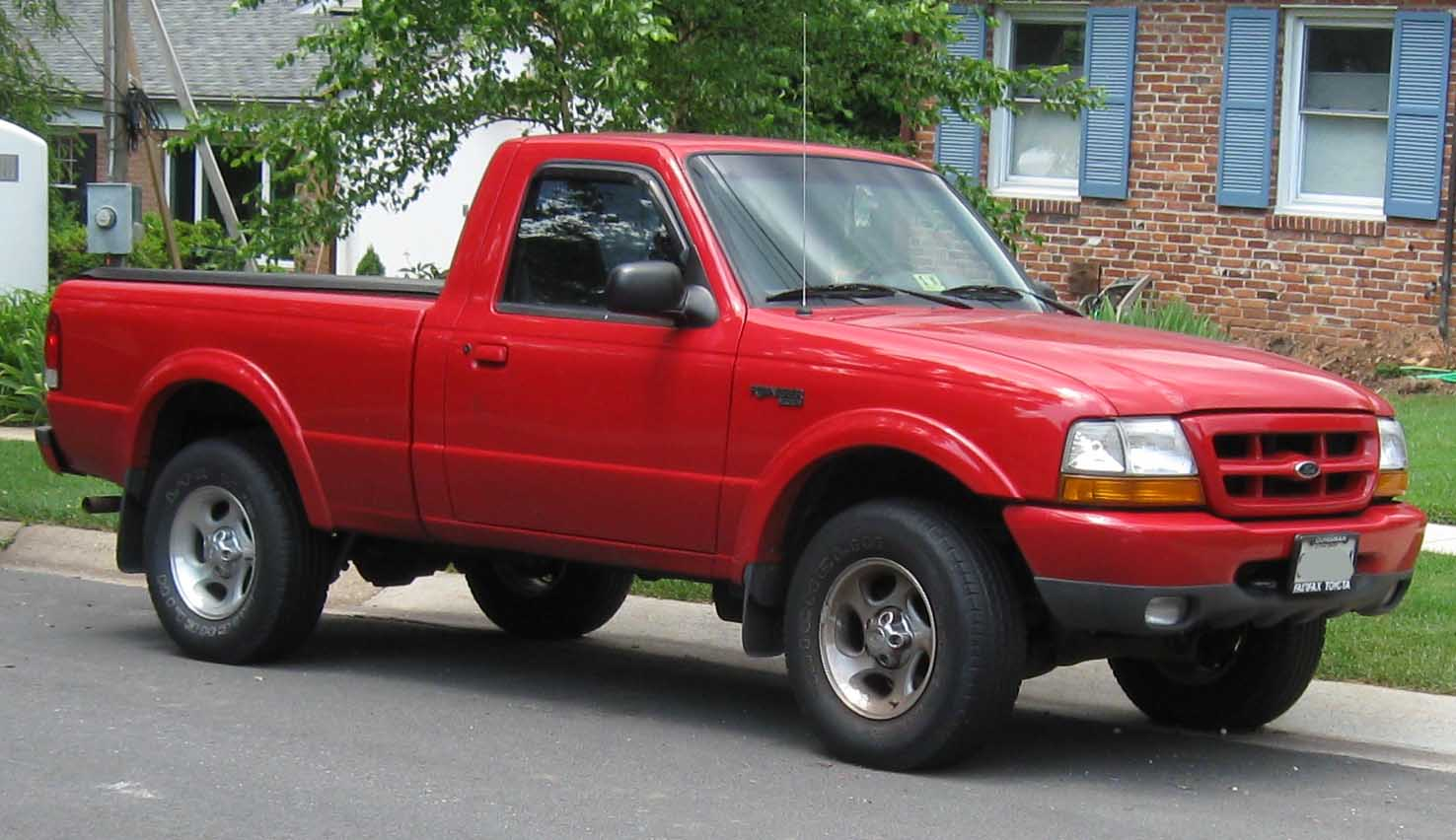
1998–2000
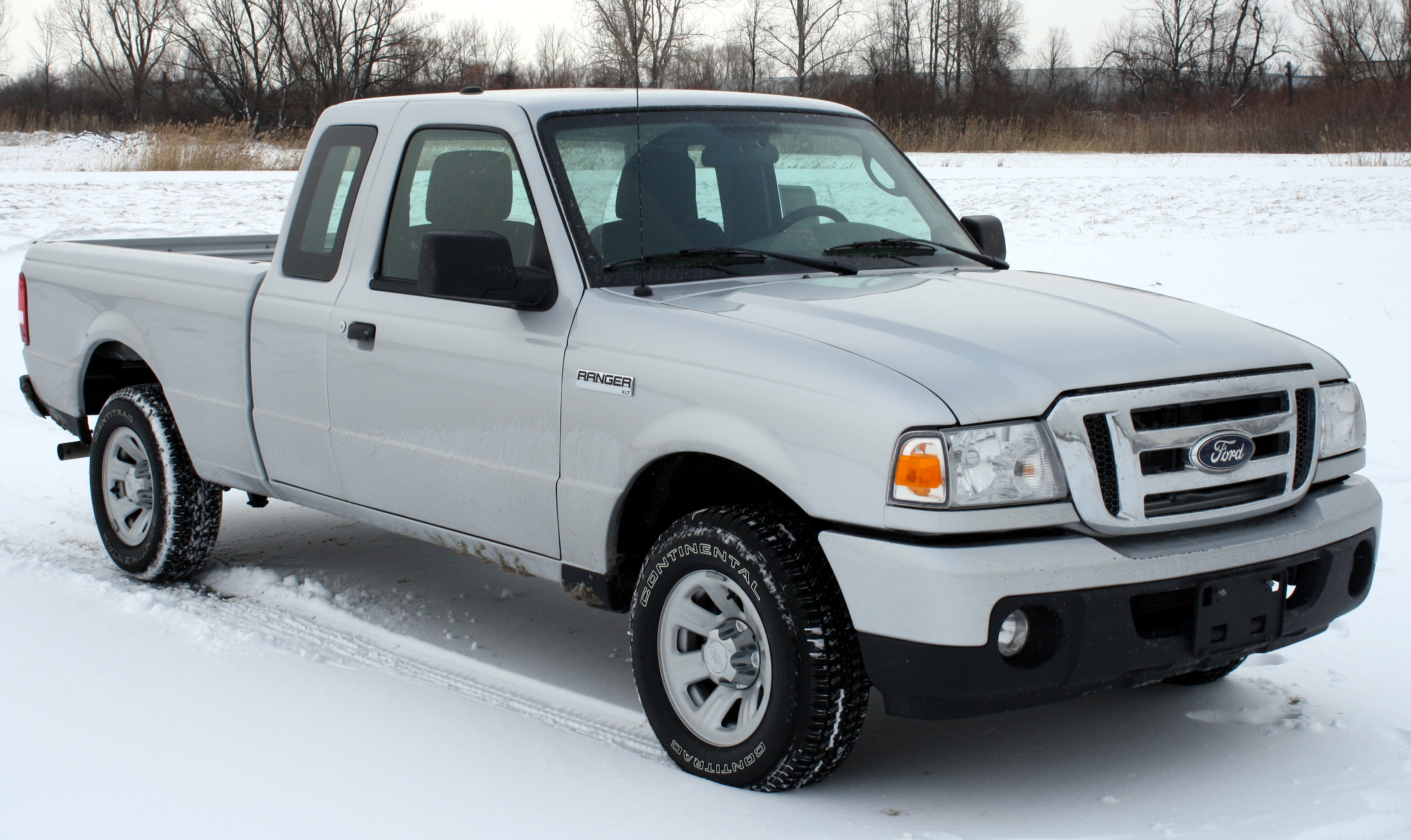
2001–2011
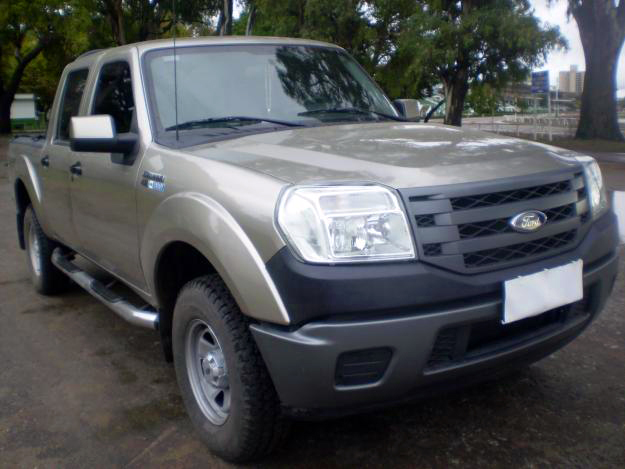
2010–2012, Zuid-Amerika

## Internationale variant (1998-2011)
Voor de niet-Amerikaanse markten werkte Ford sinds 1971 samen met Mazda en bracht op het Japanse B-serie-platform de Ford Courier uit. Vanaf 1998 werd deze tot Ranger gedoopt, hoewel de Courier-naam tot 2006 in Australië en Azië gebruikt zou worden. De tweede generatie van deze Ranger werd in 2006 tot 2011 verkocht en kwam ook van Mazda's tekentafel, gebaseerd op de BT-50.

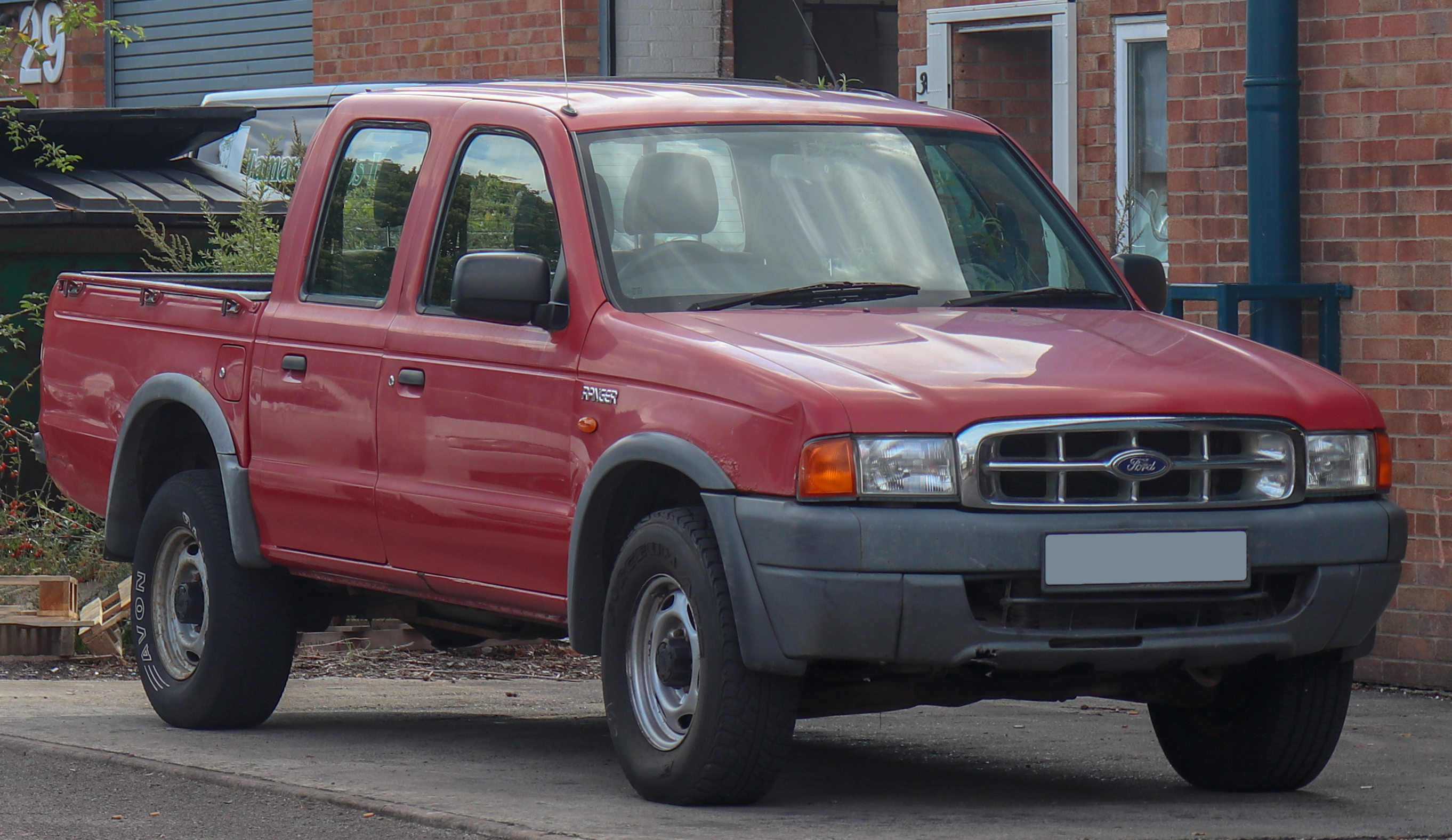
1998–2002
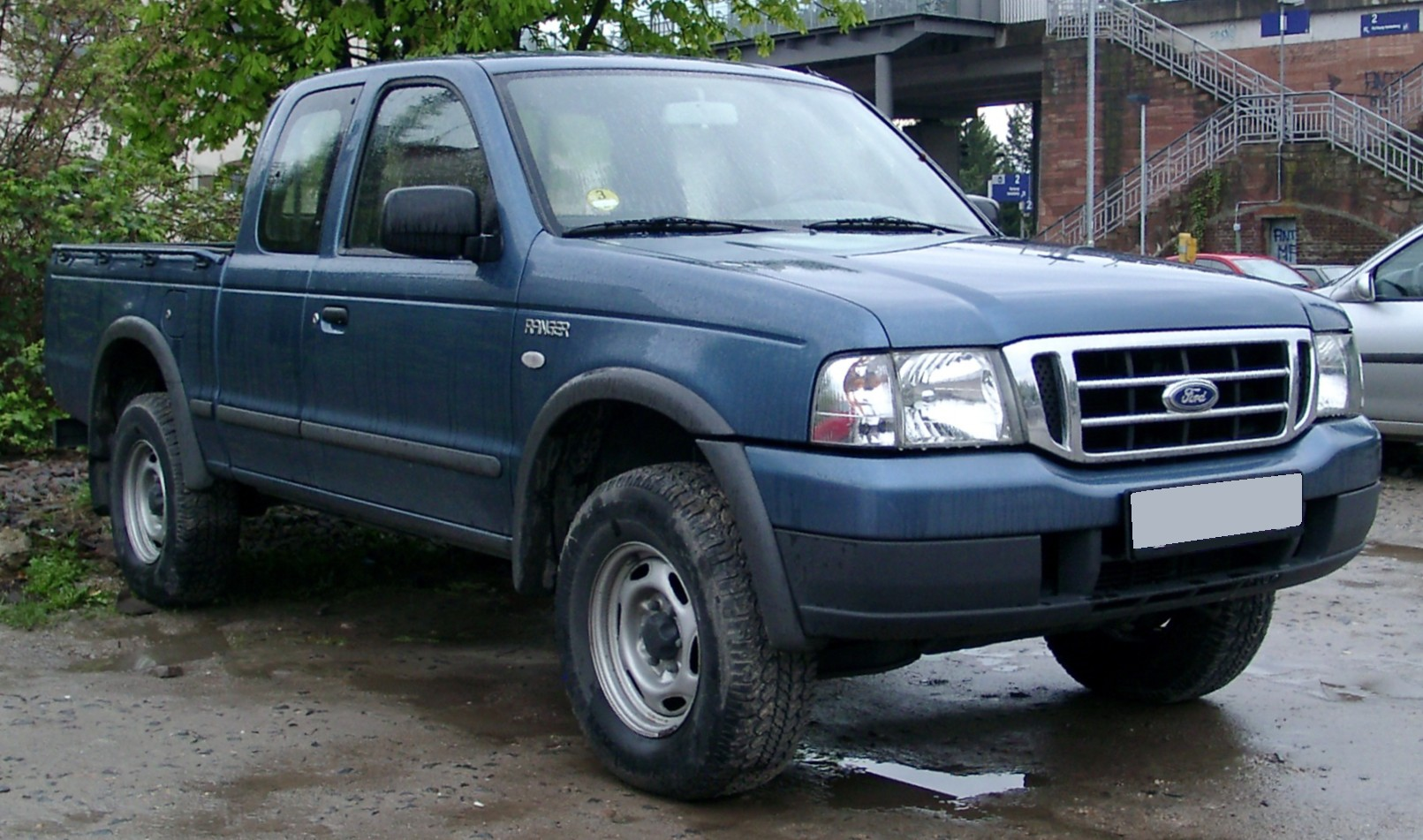
2002–2006
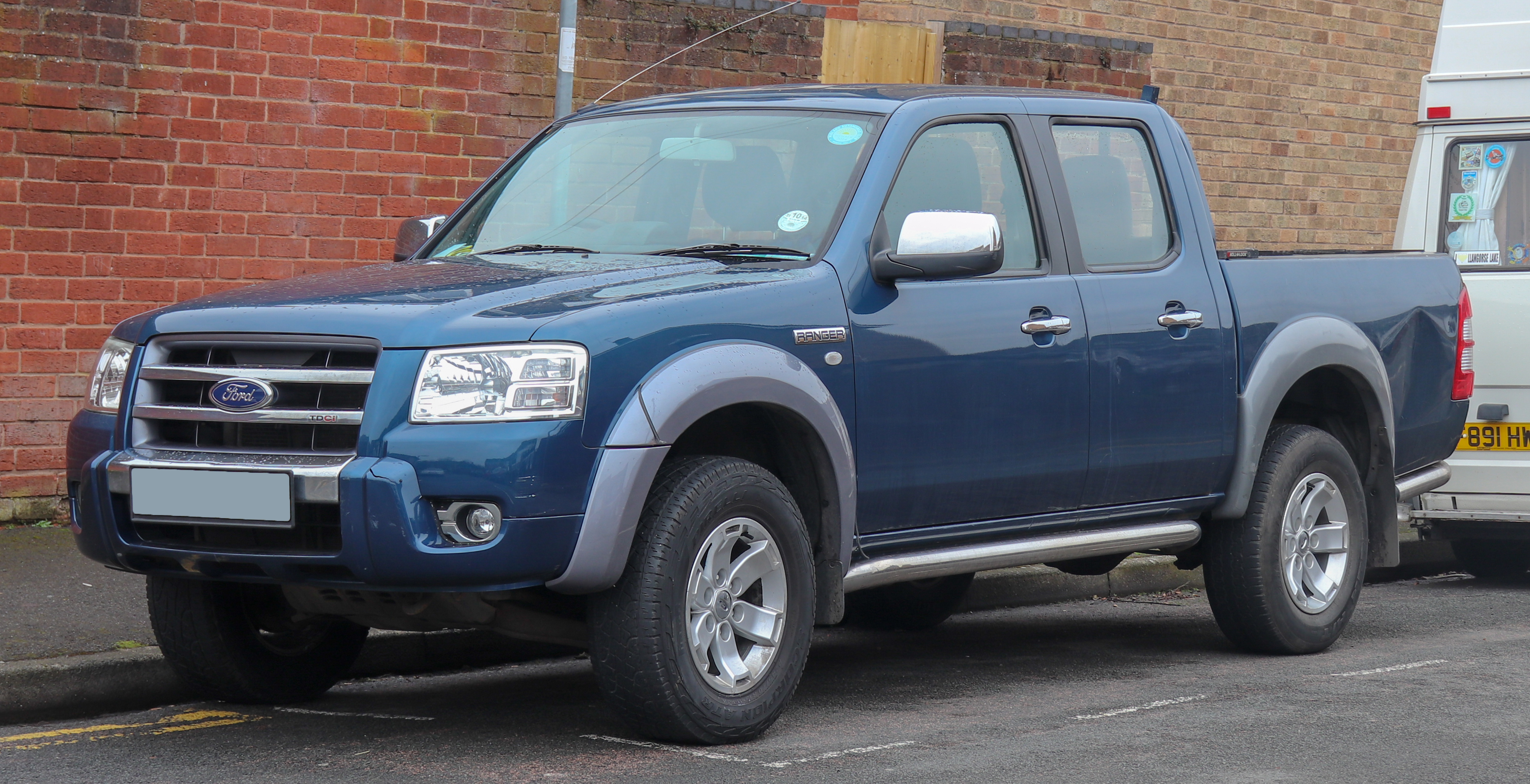
2006–2009
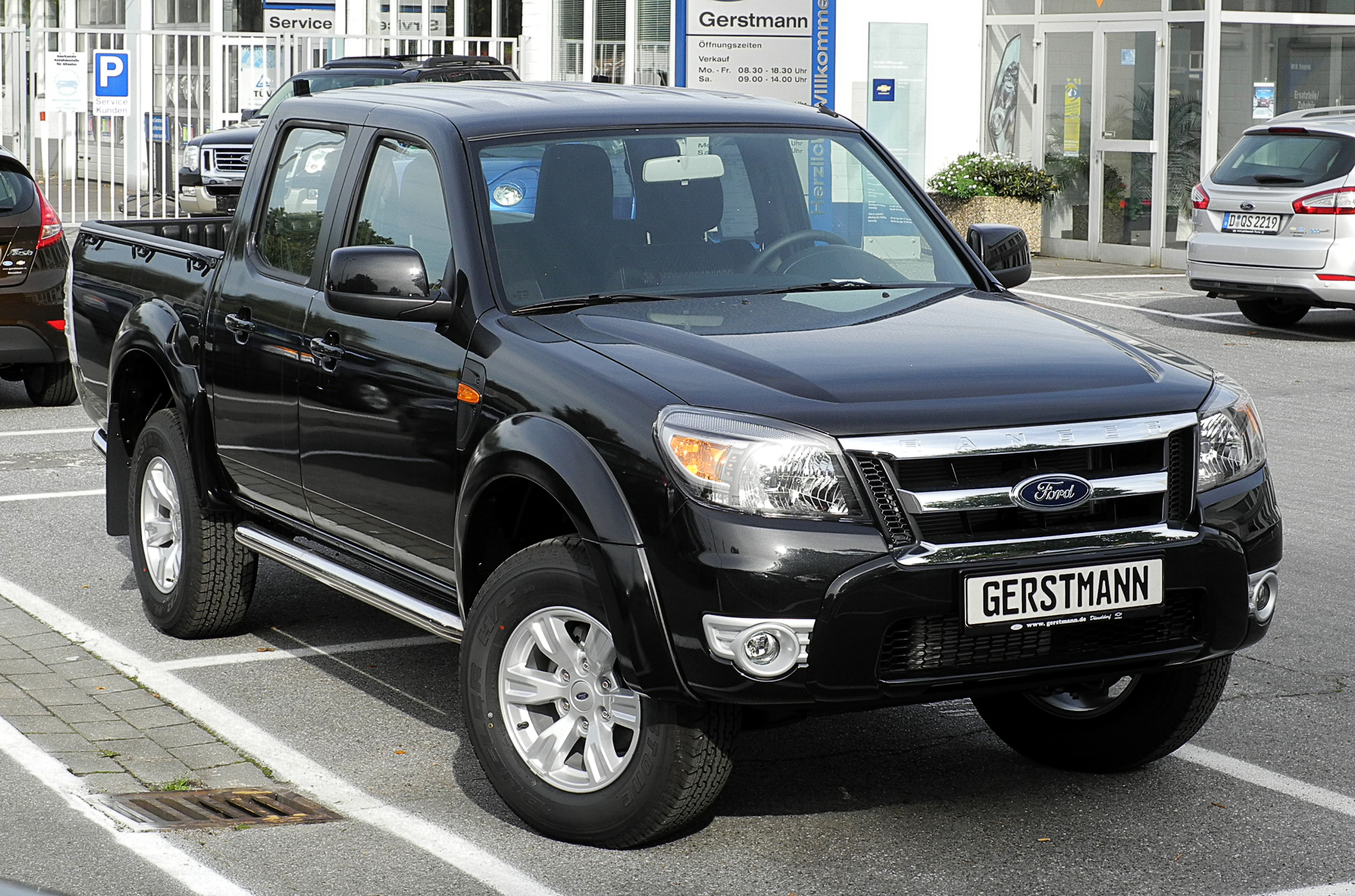
2009–2011

## Ford Ranger T6 (2011-heden)
In 2010 presenteerde Ford de nieuwe Ranger tijdens de Australian International Motor Show in Sydney. Dit nieuwe model, T6 gedoopt, verving zowel de Amerikaanse als de internationale versie van de Ranger. Opnieuw werd er samengewerkt met Mazda die een technische gelijk model als tweede generatie BT-50 op de markt heeft gebracht.

### Markten
Hoewel de Ranger T6 wereldwijd op 180 markten wordt aangeboden zijn er vooralsnog geen plannen om de pick-up aan te bieden in de Verenigde Staten of Canada. Hiervoor ligt de Ranger qua prijs en grootte te dicht bij de Ford F-150 en bevindt hij zich in een marktsegment dat al enige jaren aan krimp onderhevig is in Noord-Amerika. Desalniettemin kiest Ford er voor om in andere markten zoals Mexico, Ecuador, Peru en het Midden-Oosten de Ranger en F-150 naast elkaar aan te bieden.

### Tweede generatie
De tweede generatie van de Ranger T6 kwam in 2024 op de markt. Het model heeft dezelfde carrosserievormen en -afmetingen als zijn voorganger en neemt ook veel motor- en transmissieopties over.  De tweede generatie kreeg wel een verbeterd chassis, een grotere wielbasis en een geheel nieuwe ophanging die verder naar buiten is geplaatst, wat het rijgedrag verbetert. Het motorcompartiment is volledig herwerkt om plaats te bieden aan een V6-benzinemotor of een 3,0-liter Power Stroke turbodieselmotor. Deze laatste werd voor het eerst geïntroduceerd voor de F-150 uit 2018, maar is sterk aangepast voor de Ranger. Ook de laadbak is verbreed, waardoor er nu een standaardpallet inpast.

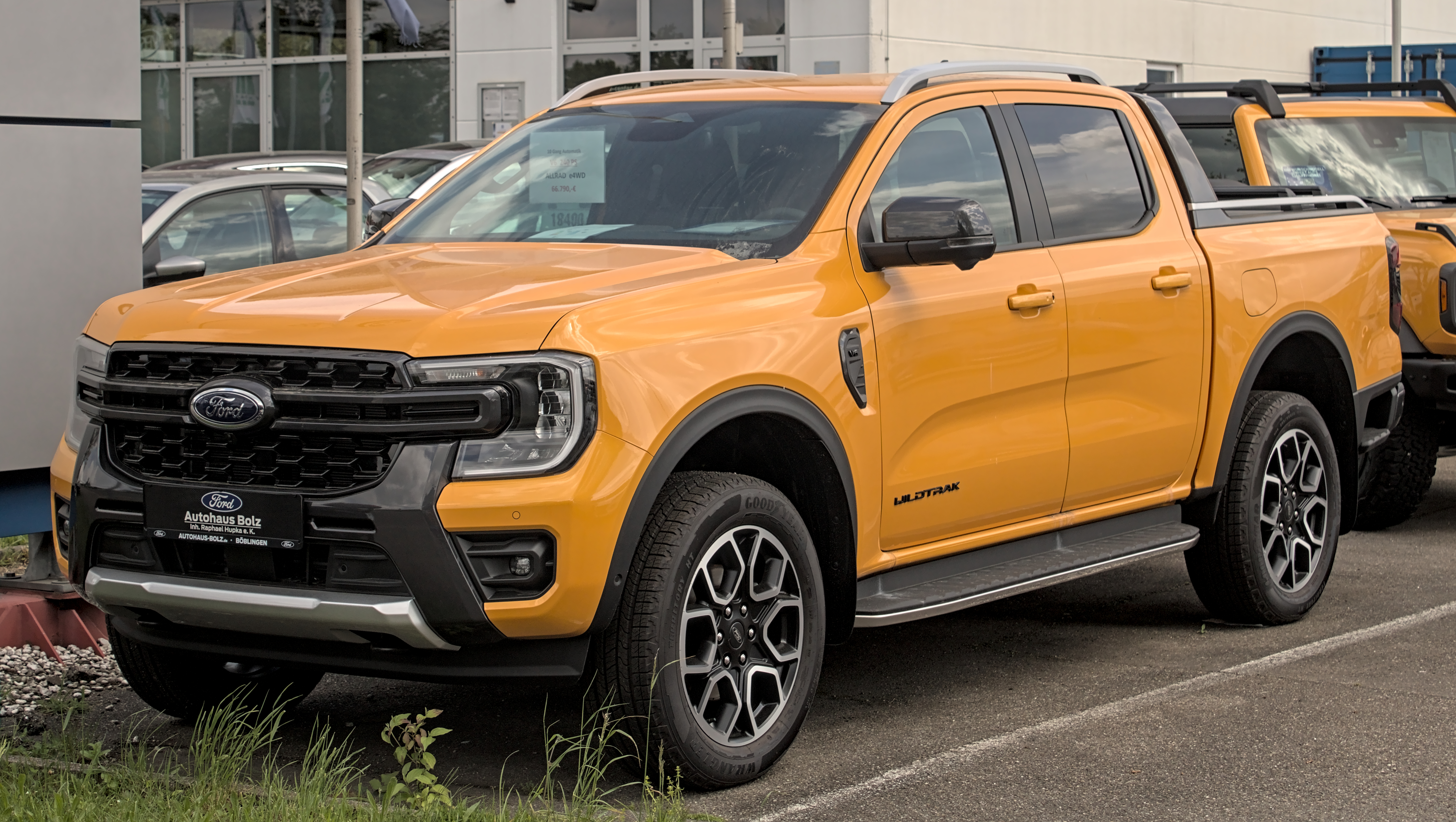
tweede generatie Ranger T6
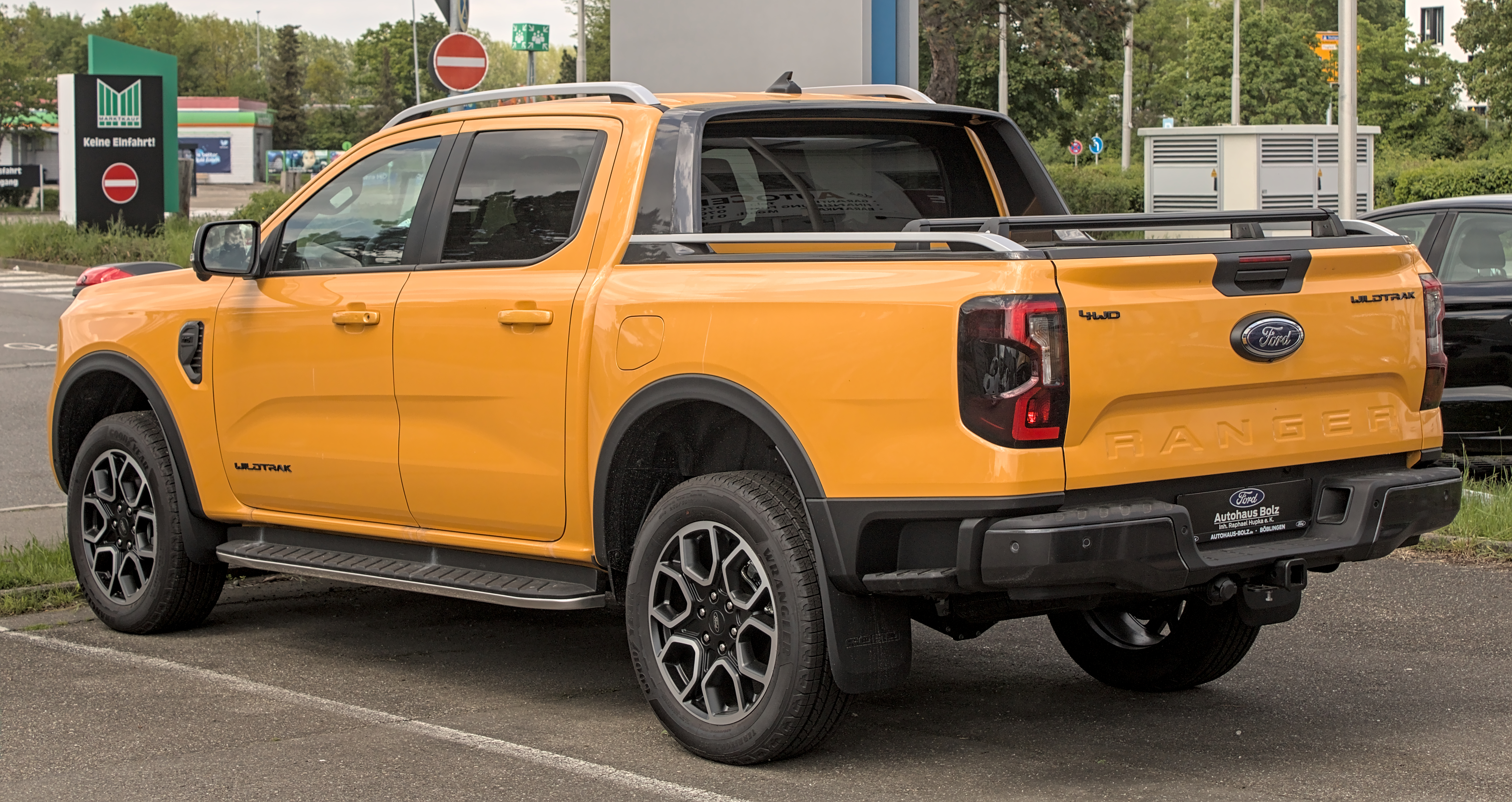
tweede generatie Ranger T6, achteraanzicht
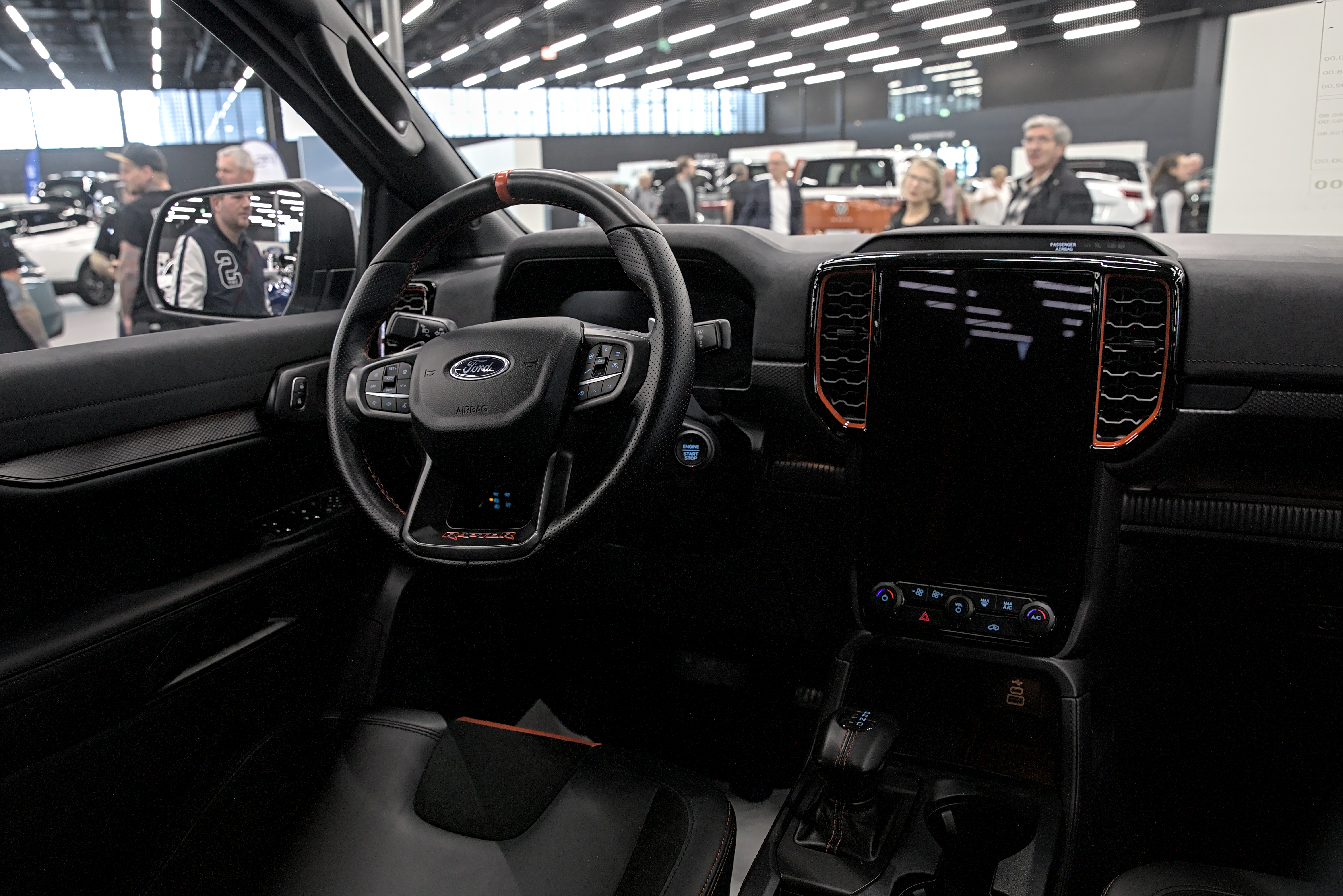
tweede generatie Ranger T6, interieur